# Hypomenorrhoe
Die Hypomenorrhoe (auch Hypomenorrhö) ist eine Form der Menstruationsstörung, bei der es sich um eine sehr schwache, meist nur kurz dauernde Menstruationsblutung handelt. Im Gegensatz dazu gibt es die Hypermenorrhoe, die zu starke Menstruationsblutung.

## Symptome
Bei der Hypomenorrhoe hält die Menstruation weniger als zwei Tage an und es kommt nur zu sehr schwachen Blutungen, sogenannten Schmierblutungen. Der Blutverlust liegt in der Regel unter 25 Milliliter. Die Dauer des Zyklus ist jedoch nicht gestört.

## Ursachen
Häufige Ursachen sind eine teilweise Atrophie des Endometriums nach wiederholten Kürettagen oder langanhaltender Einnahme von Gestagenen sowie eine Konstitution. Oft kommt es am Ende der generativen Phase, bei übergewichtigen Frauen oder auch bei unter Appetitlosigkeit leidenden Frauen zur Hypomenorrhoe. Der Grund liegt in einer Eierstockschwäche: Die Eierstöcke produzieren Hormone in zu geringer Menge oder über einen zu geringen Zeitraum. Das wiederum führt zu einem verminderten Abbau der Gebärmutterschleimhaut. Auch nach einer Ausschabung kann die Gebärmutterschleimhaut zu dünn sein, sodass es zu einer vorübergehenden Hypomenorrhoe kommt.

## Diagnose
Die Diagnose erfolgt nach einer gründlichen Anamnese durch eine gynäkologische Untersuchung; die  Tastuntersuchung der Gebärmutter und der Eierstöcke dient dazu, andere Ursachen auszuschließen. Mittels einer Gebärmutterspiegelung kann die Dicke der Gebärmutterschleimhaut gemessen werden. Auch die Messung des Hormonstatus im Blut kann Aufschluss über die Ursache der Menstruationsstörung geben.

## Fruchtbarkeit bei Hypomenorrhoe
Frauen mit Kinderwunsch sollten eine Hypomenorrhoe medizinisch gründlich abklären lassen. Zunächst muss festgestellt werden, ob überhaupt noch ein Zyklus und damit ein Eisprung stattfindet. Soll festgestellt werden, ob weiterhin ein regelmäßiger Zyklus stattfindet, muss die Basaltemperatur jeden Morgen nach dem Aufwachen gemessen werden. In einem Menstruationskalender sollen Frauen Stärke und Dauer der Regelblutung notieren.

## Behandlung
Hypomenorrhoen können sich oft spontan normalisieren. So ist nur, wenn andere Ursachen nicht ausgeschlossen werden können, ein Kinderwunsch besteht oder die Hypomenorrhoen persistieren, eine frauenärztliche Untersuchung und hormonelle Abklärung ratsam. Die Therapie erfolgt hormonell, durch die Gabe eines Östrogen-Gestagen-Kombinationspräparates als orales Verhütungsmittel.